# Ferdinand von Quast
Alexander Ferdinand Wilhelm Robert von Quast (Radensleben, 23 juni 1807 — aldaar, 11 maart 1877) was een Duitse architect, kunsthistoricus en sinds 1843 conservator. Von Quast was gehuwd met Maria von Diest (1818-1885), de oudste dochter van generaal Heinrich von Diest. Het echtpaar kreeg meerdere kinderen, waaronder de latere generaal van de infanterie Ferdinand von Quast (1850-1939).

## Leven
Koning Frederik Willem IV benoemde Von Quast op 22 juli 1843 tot conservator van monumenten in Pruisen. 
Tijdens zijn ambtsperiode zette Von Quast zich in voor het behoud van de oorspronkelijke bouw en stelde zich bij de reconstructie van gebouwen terughoudend op door een duidelijk verschil tussen oud en nieuw aan te brengen.     
De omvangrijke nalatenschap van Ferdinand von Quast, die zich in de archieven van de Technische Universiteit Berlijn (meer dan 7000 tekeningen) en in Radensleven bevond, ging in 1945 grotendeels verloren. Daarentegen zijn in de archieven van de voormalige Pruisische provincies nog vele documenten bewaard gebleven.     
Hij leidde de restauraties van kerken met een grote mate van kennis en schreef verschillende werken, het grootste deel over de middeleeuwse architectuur.
Daarnaast ontwikkelde hij een inventarisatielijst voor de beoordeling van monumenten in Pruisen, die in grote lijnen nog altijd in gebruik is. 
- Bibsys: 9033415
- Gemeinsame Normdatei: 118597299
- International Standard Name Identifier: 0000 0000 6676 6392
- Library of Congress Control Number: n91044933
- Nationale Bibliotheek van Tsjechië: mub2018989382
- Nationale Bibliotheek van Polen: a0000001978338
- Nederlandse Thesaurus van Auteursnamen: 080439020
- LIBRIS: 310739
- Système universitaire de documentation: 11234674X
- Union List of Artist Names: 500074521
- Virtual International Authority File: 37709045
- WorldCat: E39PBJc3FDVrjhtwkQxqPtHgrq